# Wilhem de Haan
Wilhem de Haan (Amsterdam, 7 de Fevereiro de 1801 — Leiden, 15 de Abril de 1855) foi um zoólogo neerlandês que se notabilizou no estudo de insectos e crustáceos e foi o primeiro curador da coleção de invertebrados do Rijksmuseum de Leiden, actualmente o Naturalis.

## Biografia
Formou-se na Universidade de Leiden e empregou-se como curador da coleção de invertebrados do Museu Real de Leiden (o Reijksmuseum), onde se dedicou ao estudo das coleções de insectos e de crustáceos.
Foi obrigado a retirar-se do serviço em 1846, quando ficou parcialmente paralisado por uma doença espinal.
Coordenou a publicação do volume sobre invertebrados da obra de Philipp Franz von Siebold intitulada Fauna Japonica, publicada em 1833, obra que introduziu na Europa o conhecimento da fauna do Japão. Foi responsável pela descrição inicial e nomenclatura de múltiplos taxa, e diversos taxa foram nomeados em sua honra.